# Gymnopternus nigricoxa
Gymnopternus nigricoxa är en tvåvingeart som beskrevs av Van Duzee 1924. Gymnopternus nigricoxa ingår i släktet Gymnopternus och familjen styltflugor. Inga underarter finns listade i Catalogue of Life.